# Ryoo Seung-wan
Ryoo Seung-wan (* 15. Dezember 1973 in Asan, Südkorea) ist ein südkoreanischer Regisseur, Drehbuchautor, Produzent und Schauspieler. Er ist bekannt für seine Filme The Berlin File (2013) und Veteran – Above the Law (2015). Als Schauspieler wirkte Ryoo u. a. in Oasis, Sympathy for Mr. Vengeance, Lady Vengeance und City of Violence mit. Er ist der ältere Bruder des Schauspielers Ryoo Seung-beom, der oft in seinen Filmen mitwirkt. Seine Ehefrau ist die Filmproduzentin Kang Hye-jeong. Beide sind Gründer der Produktionsfirma Filmmaker R&K und arbeiten häufig zusammen. Gemeinsam hat das Paar drei Kinder.
Er begann seine Regiekarriere mit dem Episodenfilm Die Bad, durch den er viel Aufmerksamkeit bekam. Es folgten zahlreiche Actionfilme. 2002 die Film Noir No Blood No Tears, die von zwei Frauen handelt, die Gangstern einen Haufen Geld abluchsen. Der Fantasyfilm Arahan (2004) war relativ erfolgreich mit 2 Millionen Zuschauern in Südkorea. Es folgten der Boxerfilm Crying Fist (2005) und City of Violence.
In dem Krimidrama The Unjust wirft Ryoo einen Blick in die gesellschaftlichen Schichten Südkoreas und Korruption. Von Kritikern gelobt erreichte der Film 2,8 Millionen Kinozuschauer. Es folgte der Nordkoreathriller The Berlin File über ein nordkoreanisches Agentenpaar in Berlin. Ryoo wollte damit einen Film schaffen, der an Die Bourne-Identität erinnere. Der Film erreichte in Südkorea über 7 Millionen Zuschauer. Es folgte sein bislang größter Erfolg: Veteran – Above the Law erreichte 2015 über 13 Millionen Zuschauer. In dem Film verfolgt ein routinierter Polizist, gespielt von Hwang Jung-min, die hinterlistigen Machenschaften eines reichen Unternehmenserben.
Seine nächsten Projekte sind die Fortsetzungen The Berlin File 2 und Veteran 2. Für ersteren Film wurde das Drehbuch mehrmals überarbeitet aufgrund der Veränderungen in Nordkorea.

## Filmographie
| Jahr | Film | Funktion | Funktion | Funktion      | Funktion   | Funktion       | Funktion                  |
| Jahr | Film | Regie    | Drehbuch | Filmproduzent | Darsteller | Regieassistenz | Cameo oder Statistenrolle |
| ---- | --- | -------- | -------- | ------------- | ---------- | -------------- | ------------------------- |
| 1996 | Transmutated Head (Kurzfilm)                                                                                                  | Ja       | Ja       | Ja            | Nein       | Nein           | Nein                      |
| 1997 | Trio | Nein     | Nein     | Nein          | Nein       | Ja             | Ja                        |
| 1998 | Whispering Corridors (여고괴담)                                                                                               | Nein     | Nein     | Nein          | Nein       | Ja             | Nein                      |
| 1999 | Dr. K | Nein     | Nein     | Nein          | Nein       | Ja             | Nein                      |
| 2000 | Die Bad (죽거나 혹은 나쁘거나)                                                                                                | Ja       | Ja       | Nein          | Ja         | Nein           | Nein                      |
| 2000 | Dachimawa Lee (Kurzfilm) | Ja       | Ja       | Nein          | Nein       | Nein           | Ja                        |
| 2002 | Sympathy for Mr. Vengeance | Nein     | Nein     | Nein          | Nein       | Nein           | Ja                        |
| 2002 | Oasis | Nein     | Nein     | Nein          | Ja         | Nein           | Nein                      |
| 2002 | No Blood No Tears | Ja       | Ja       | Nein          | Nein       | Nein           | Nein                      |
| 2004 | Arahan | Ja       | Ja       | Nein          | Ja         | Nein           | Ja                        |
| 2005 | Lady Vengeance | Nein     | Nein     | Nein          | Nein       | Nein           | Ja                        |
| 2005 | Crying Fist (주먹이 운다) | Ja       | Ja       | Nein          | Nein       | Nein           | Nein                      |
| 2006 | Hey Man (Kurzfilm) | Ja       | Nein     | Nein          | Nein       | Nein           | Nein                      |
| 2006 | City of Violence (짝패 Jjakpae)                                                                                               | Ja       | Ja       | Ja            | Ja         | Nein           | Nein                      |
| 2007 | Ballerino (Musikvideo zu dem Lied von Leessang)                                                                               | Ja       | Nein     | Nein          | Nein       | Nein           | Nein                      |
| 2008 | Special Agent Lee (다찌마와 리: 악인이여 지옥행 급행열차를 타라! Dachimawa Lee: Aginiyeo Jiokhaeng Geupaengyeolja-reul Tara!) | Ja       | Ja       | Nein          | Nein       | Nein           | Ja                        |
| 2009 | The Girl Who Can’t Break Up, The Boy Who Can’t Leave (Musikvideo zu dem Lied von Leessang)                                    | Ja       | Nein     | Nein          | Nein       | Nein           | Nein                      |
| 2010 | Troubleshooter | Nein     | Ja       | Ja            | Nein       | Nein           | Nein                      |
| 2010 | Battlefield Heroes (평양성)                                                                                                   | Nein     | Nein     | Nein          | Nein       | Nein           | Ja                        |
| 2010 | The Unjust (부당거래) | Ja       | Nein     | Ja            | Nein       | Nein           | Nein                      |
| 2011 | Spies (MBC-Dokumentarfilm) | Ja       | Nein     | Nein          | Nein       | Nein           | Nein                      |
| 2011 | Mama | Nein     | Nein     | Nein          | Nein       | Nein           | Ja                        |
| 2013 | The Berlin File (베를린) | Ja       | Ja       | Nein          | Nein       | Nein           | Nein                      |
| 2013 | Behind the Camera | Nein     | Nein     | Nein          | Nein       | Nein           | Ja                        |
| 2013 | TASTEmakers Film Project | Nein     | Nein     | Ja            | Nein       | Nein           | Nein                      |
| 2013 | Rough Play (배우는 배우다) | Nein     | Nein     | Nein          | Nein       | Nein           | Ja                        |
| 2013 | Top Star (톱스타) | Nein     | Nein     | Nein          | Nein       | Nein           | Ja                        |
| 2014 | Ghost (Kurzfilm) | Ja       | Nein     | Nein          | Nein       | Nein           | Nein                      |
| 2014 | Gyeongju (경주) | Nein     | Nein     | Nein          | Ja         | Nein           | Nein                      |
| 2015 | Veteran – Above the Law (베테랑)                                                                                              | Ja       | Ja       | Nein          | Nein       | Nein           | Nein                      |
| 2017 | The Battleship Island (군함도)                                                                                                | Ja       | Ja       | Nein          | Nein       | Nein           | Nein                      |
| 2019 | Svaha: The Sixth Finger (사바하)                                                                                              | Nein     | Nein     | Ja            | Nein       | Nein           | Nein                      |
| 2021 | Escape from Mogadishu (모가디슈)                                                                                              | Ja       | Ja       | Nein          | Nein       | Nein           | Nein                      |